# Adolf Pirrung
Adolf Pirrung (* 13. Juli 1878 in Bexbach/Pfalz; † 14. April 1965 in Ochsenhausen) war ein deutscher Ingenieur und Elektrizitätswirtschaftler.

## Leben
Adolf Pirrung, eines von acht Kindern von Johann Jakob Pirrung (1845–1935), einem Besitzer einer Gerberei mit Lederhandel und eines Weinguts, besuchte das Gymnasium in Landau. Er studierte Maschinenbau und Elektrotechnik an der TH München und der TH Berlin-Charlottenburg mit dem Abschluss Diplom-Ingenieur Fachrichtung Elektrotechnik. Er war Mitglied der katholischen Studentenverbindungen  KDStV Vindelicia München (ab 1898), KDStV Borusso-Saxonia Berlin, KDStV „Der Hohentwiel“ Stuttgart, KDStV Tuiskonia München und AV Alania Stuttgart im CV.
Er arbeitete zunächst für die städtischen Elektrizitätswerke München und der Baugesellschaft für technische Anlagen in Augsburg. Ab 1908 hatte er als Projektingenieur der Stuttgarter Firma Reisser rund 50 Elektrizitätswerke im süddeutschen Raum errichtet sowie zahlreiche Tochtergesellschaften gegründet. Nach dem Ersten Weltkrieg berief man ihn in den Vorstand der Reisser-Elektrizitäts-Versorgungs-AG. 1924 wechselte er zu den Oberschwäbischen Elektrizitätswerken (OEW) nach Biberach an der Riß. In den 1920er Jahren wirkte er mit Einführung der Grundpreistarife bahnbrechend für ganz Deutschland. Am 10. April 1933 wurde OEW-Direktor Pirrung als Gegner des Nationalsozialismus „bis auf weiteres beurlaubt“. Zum 1. April 1939 hatte sich die OEW mit der Elektrizitäts-Versorgung Württemberg AG (EVW) und anderen Zweckverbänden zur Energie-Versorgung Schwaben AG (EVS) zusammengeschlossen.
Während des Dritten Reiches führte er in Berlin ein erfolgreiches Sachverständigenbüro für Energiewirtschaft und Wasserkraftnutzung. Hier war er befreundet mit Eugen Bolz, der Ende 1944 inhaftiert und bald darauf hingerichtet wurde.
Schon bald nach Kriegsende wurde er von den Franzosen beauftragt, sich um die Energiewirtschaft in ihrer Besatzungszone zu kümmern. Bis zu seinem Ruhestand im Jahr 1953 war er Generaldirektor und Vorsitzender des Vorstandes der Energie-Versorgung Schwaben AG, Stuttgart. Von 1953 bis 1965 gehörte er dem Aufsichtsrat der Energie-Versorgung Schwaben AG an.
Am 5. April 1946 war er Gründungsmitglied der CDU im Landkreis Biberach. 1948 wurde er Ehrenbürger der Stadt Biberach an der Riß, wo auch eine Straße nach ihm benannt ist.
1956 wurde er von Kardinal-Großmeister Nicola Kardinal Canali zum Ritter des Ritterordens vom Heiligen Grab zu Jerusalem ernannt und am 8. Dezember 1956 in Köln durch Lorenz Jaeger, Großprior der deutschen Statthalterei, investiert. Er gehörte der Komturei Ravensburg an. Er wurde später zum Großoffizier des Ordens ernannt.
1961 war er zusammen mit Georg von Waldburg zu Zeil und Trauchburg, Vitalis Altthaler OSB, Michael Fellner, Franz Josef Dazert und weiteren Gründungsvorstand der Vereinigung der Freunde der Benediktinerabtei Ottobeuren e.V.
Er heiratete 1904 Kunigunde Strohhöfer in Altötting; die Ehe blieb kinderlos.

## Ehrungen und Auszeichnungen
- 1948: Ehrenbürger der Stadt Biberach an der Riß
- 1950: Ehrendoktorwürde Dr.-Ing. E. h. der TH Stuttgart
- 1951: Ehrensenator der TH Karlsruhe
- 1952: Ehrenmitglied der Vereinigung Deutscher Elektrizitätswerke
- 1953: Verleihung des Titels Professor durch die baden-württembergische Landesregierung
- 1953: Ehrensenator der Universität Tübingen
- 1957: Ritterschlag zum Ritter vom Heiligen Grab zu Jerusalem
- 1958: Komtur des Päpstlichen Ritterordens des heiligen Gregors des Großen[10]
- Namensgeber der Adolf-Pirrung-Straße in Biberach
- Verdienstorden der Bundesrepublik Deutschland
  - Großes Verdienstkreuz (1952)
  - Großes Verdienstkreuz mit Stern (1958)
  - Großes Verdienstkreuz mit Stern und Schulterband (1963)

## Veröffentlichungen
- Deutsche Elektrizitätswirtschaft: Nach e. auf d. Jahresversammlg d. Handels- u. Industriebeiräte d. Dt. Zentrumspartei am 18. März 1931 zu Berlin geh. Vortrag
- Elektrizitätstarife : Untersuchungen über Gestaltung von Grundgebührentarifen für Kleinabnehmer; 1932